# À Beira do Caminho
À Beira do Caminho é um filme brasileiro de 2012, dirigido por Breno Silveira, produzido pela Conspiração Filmes e distribuído pela Fox Film do Brasil.
Os produtores foram o próprio Breno Silveira, Eliana Soarez, Lula Buarque de Hollanda e Pedro Buarque de Hollanda. O filme é estrelado por Ângelo Antônio, João Miguel, Vinícius Nascimento, Dira Paes e Ludmila Rosa.
O título foi retirado da canção Sentado à Beira do Caminho, composta por Erasmo Carlos e Roberto Carlos em 1969. Outros sucessos da dupla, como O Portão, pontuam a trilha sonora.

## Sinopse
João Miguel interpreta o caminhoneiro João, que sai da sua cidade natal para cruzar o país. Durante uma de suas viagens, ele descobre escondido no seu caminhão o menino Duda (Vinicius Nascimento), órfão de mãe, que está à procura do pai. João, relutantemente, aceita levá-lo até a cidade mais próxima, e acaba criando uma relação de amizade com ele.[carece de fontes?]

## Elenco
| Ângelo Antônio      | Afonso       |
| Dira Paes           | Rosa         |
| João Miguel         | João         |
| Vinícius Nascimento | Duda         |
| Ludmila Rosa        | Helena       |
| Marcos Costa        | Caminhoneiro |

## Crítica
Os críticos em geral apontaram semelhanças com o maior sucesso de Breno Silveira, 2 Filhos de Francisco. A aposta do cineasta em carregar na emoção divide opiniões, sendo considerada por alguns uma mostra de que ele "jamais desdenha de seus sentimentos"  e por outros como um "diálogo pouco feliz com o melodrama" . O uso das canções de Roberto Carlos como ilustração do que acontecia em cena também rendeu críticas.

## Público
O filme foi lançado em 10 de agosto de 2012, ocupando 218 salas. Teve um público total de 159.109 espectadores, com uma bilheteria de R$ 1.484.420,77.

## Ligações Externas
- À Beira do Caminho. no IMDb.
- À Beira do Caminho no Adoro Cinema